# Soudan du Sud aux Jeux olympiques d'été de 2020
Le Soudan du Sud participe aux Jeux olympiques de 2020 à Tokyo au Japon. Il s'agit de sa 2e participation à des Jeux d'été.

## Athlètes engagés
| Sport      | Hommes | Femmes | Total |
| ---------- | ------ | ------ | ----- |
| Athlétisme | 1      | 1      | 2     |
| Total      | 1      | 1      | 2     |

### Athlétisme
| Athlète      | Épreuve          | Séries        | Séries | Demi-finales | Demi-finales | Finale   | Finale   |
| Athlète      | Épreuve          | Temps         | Rang   | Temps        | Rang         | Temps    | Rang     |
| ------------ | ---------------- | ------------- | ------ | ------------ | ------------ | -------- | -------- |
| Lucia Moris  | 200 m féminin    | 25 s 24       | 6e     | Éliminée     | Éliminée     | Éliminée | Éliminée |
| Abraham Guem | 1 500 m masculin | 3 min 40 s 86 | 13e    | Éliminé      | Éliminé      | Éliminé  | Éliminé  |